# Michael Bland
Michael Bland (Minneapolis (Minnesota), 14 maart 1969), ook bekend als Michael B., is een Amerikaanse drummer, percussionist en pianist, het meest bekend als drummer voor Prince vanaf 1989. Hij was bij Prince in het tijdperk van The New Power Generation en speelde zeven jaar lang live en op albums met hem.
Van 1995 tot 1997 nam Bland samen met Sonny Thompson live op met de Franse popster France Gall, die op één studio-album en twee live-albums verschijnt.
In 2010 werd Bland lid van Nick Jonas & the Administration (een nevenproject van Nick Jonas van de Jonas Brothers) samen met andere voormalige leden, bassist Sonny T. en toetsenist Tommy Barbarella van The New Power Generation. Hij werkte samen met Vulfpeck aan de drums op Hero Town, dat in oktober 2017 werd uitgebracht.

## Biografie
Bland studeerde af aan de Minneapolis South High School in 1987. Hij woont nog steeds in Minneapolis, maar speelt in Los Angeles als sessiedrummer voor artiesten als Mandy Moore, Clay Aiken, Backstreet Boys en de soundtrack van Anchorman.
Hij speelde met Prince van 1989 tot 1996, Paul Westerberg in 1996, Chaka Khan in 1997 en Maxwell van 1998-2000. In 1997 deed hij auditie als drummer voor de nieuwe Guns N' Roses bezetting, maar in plaats daarvan werd Josh Freese aangenomen.
In 2000 speelde hij in het Minneapolis-project van de Franse rietblazer Michel Portal (de rest van de band was Tony Hymas, Sonny T., Vernon Reid en Jef Lee Johnson). Met Jef Lee Johnson en Sonny T. creëerde Michael Bland News from the Jungle, dat een album opnam voor Universal Records, ook geproduceerd door Jean Rochard. Beide bands, Michel Portals en News from the Jungle, toerden in Frankrijk (Parijs Olympia). Bland speelde ook op verschillende nummers van het Michel Portal album Birdwatcher in 2006.
In 2005 was Bland de drummer voor de tournee van Paul Westerberg en speelde hij op de Hurricane Katrina Relief telethon met de Dixie Chicks. Bland werkt nu ook als producent en werkt samen met de opkomende rock-pop band Catchpenny, ook uit Minneapolis. Hij is de drummer op Soul Asylums album The Silver Lining. Hij gaat ook met hen op tournee.
Bland, met collega en ex-NPG-lid Sonny T. (Thompson), werkte opnieuw samen met Prince om op het titelnummer van Princes album 3121 te drummen. Bland heeft ook gedrumd op het album Chasing the Sun uit 2006 van Indigenous. In 2007 legde Bland & Thompson de ritmeschema's vast voor enkele nummers op de Prince-cd Planet Earth uit 2007.
Wanneer ze niet op tournee zijn, is Bland meestal elke zondag en maandagavond te vinden in de nachtclub Bunker's in het centrum van Minneapolis, waar ze optreden met Dr. Mambo's Combo. Bland treedt ook op in het gebied met pop/r&b band The Rule.
In het najaar van 2007 is Michael Bland druk bezig geweest met een publicatie van zijn eigen protegé Mayda en trad hij regelmatig met haar op in de omgeving van Minneapolis. Haar eerste publicatie, de ep Stereotype, kwam uit in 2007. Michael Bland bleef met Mayda werken en speelde met haar in 2009 op het complete album The Interrogation.
In 2011 produceerde hij samen met Ryan Liestman het album Pick Me Up van singer/songwriter Taylor Baggott uit Minneapolis. Bland speelde zijn cd-publicatie show in The Dakota Jazz Club. Hij bleef met Baggott werken en hielp zijn talent en songwriting te ontwikkelen. Momenteel helpt hij hem met een nieuw album onder de artiestennaam Taylor Robert.
Michael Bland was de drummer van de band Nick Jonas en The Administration. Hij repeteert ook met The Peterson Family (waaronder St. Paul Peterson, een voormalig lid van The Family, een Prince protegé band uit 1985) als de Petersons zich voorbereiden op een Australische tournee in de zomer van 2010. Hij toert momenteel ook met Soul Asylum. Hij is hun huidige drummer en speelt op hun nieuwe album Change of Fortune.
In een eerbetoon aan Prince voor The Pods & Sods Network in 2016 deelt Michael de herinneringen aan het toetreden tot de New Power Generation, Prince als orkestleider, het werken in de studio en reflecties over zijn tijd in de band van Prince.
Volgens Cory Wong heeft Michael een perfecte toonhoogte en staat hij erom bekend dat hij zijn snaartrom afstemt op de tonische toonhoogte van het lied.

## Discografie
- 1990: I Am – Elisa Fiorillo
- 1991: Smile Blue – Ricky Peterson
- 1991: Diamonds and Pearls – Prince and the New Power Generation
- 1992: Whatever Happened to the Blues – Phil Upchurch
- 1993: I'm Ready – Tevin Campbell
- 1993: The Voice – Mavis Staples
- 1994: 1-800-NEW-FUNK – Various Artists
- 1994: Come – Prince and the New Power Generation
- 1994: 3 Chains o' Gold – Prince and the New Power Generation
- 1995: The Gold Experience – Prince
- 1995: A Tear Can Tell – Ricky Peterson
- 1995: Love Is Strange – Phil Upchurch
- 1995: Closer than Close – Rosie Gaines
- 1996: Chaos and Disorder – Prince
- 1996: Emancipation – Prince
- 1996: France – France Gall
- 1996: Live at the Olympia – France Gall
- 1996: Salinas – Luis Salinas
- 1996: Eventually – Paul Westerberg
- 1997: Concert Privé – France Gall
- 1997: That's Right – George Benson
- 1998: Crystal Ball – Prince
- 1998: CPR – David Crosby
- 2000: Minneapolis – Michel Portal
- 2001: Now – Maxwell
- 2001: News From The Jungle – Jef Lee Johnson[8]
- 2004: The Handler – Har Mar Superstar
- 2004: Coverage – Mandy Moore
- 2006: 3121 – Prince
- 2006: Turn Around – Jonny Lang
- 2006: The Silver Lining – Soul Asylum
- 2007: Birdwatcher – Michel Portal
- 2008: Bringing Back the Funk – Brian Culbertson
- 2017: Mr. Finish Line – Vulfpeck